# Marie Luise Kaltenegger
Marie Luise Kaltenegger (* 16. April 1945, Mariazell) ist eine österreichische Journalistin und Publizistin. 1973 war sie in Chile. Während der Regierungszeit der Unidad Popular (UP) von Salvador Allende arbeitete sie im Forschungszentrum der Agrarreform. Nach dem Militärputsch erhielt sie politisches Asyl in der österreichischen Botschaft in Santiago und konnte im November 1973 das Land verlassen. Sie lebt seither in Wien.
In den 1970er- und 1980er-Jahren schrieb sie für Forvm und Extrablatt. Über Kalteneggers Arbeit dort hieß es, dass sie „wie keine zweite einfühlsame und sinnliche Reportagen zu schreiben vermochte“.
Die Geschichte des Soldaten Ray S., der in den Vietnamkrieg gezogen war, hat Kaltenegger in vielen Gesprächen mit ihm in den USA aufgezeichnet. Das daraus entstandene Hörspiel (Regie: Ludwig Schultz, Sprecher: Burkhard Driest) wurde im Juli 1983 als Hörspiel des Monats ausgezeichnet.
2002 war Kaltenegger in der Jury zum Anton-Kuh-Preis, nachdem die Auszeichnung bei der ersten Auslobung des Preises an sie ergangen war.

## Werke
- Chile: Klassenkampf und bewaffneter Widerstand. Jugend und Volk, Wien/München 1974, ISBN 3-7141-7428-1/ISBN 3-8113-7428-1

### Hörspiele
- Der Veteran. Regie: Ludwig Schultz, SFB 1983
- Mazurkika Exilika. Regie: Bernd Lau, SFB/SWF 1985

## Preise und Auszeichnungen
- 1974: Dr.-Karl-Renner-Publizistikpreis (Förderungspreis)
- 1983: Hörspiel des Monats Juli für Der Veteran
- 1984: Theodor-Körner-Preis für Literatur
- 1997: Anton-Kuh-Preis für Wiener Kaffeehausliteratur  für Die Schreibmaschine